# 11776 Milstein
11776 Milstein eller 3460 T-3 är en asteroid i huvudbältet som upptäcktes den 16 oktober 1977 av den nederländsk-amerikanske astronomen Tom Gehrels och det nederländska astronomparet Ingrid van Houten-Groeneveld och Cornelis Johannes van Houten vid Palomarobservatoriet. Den är uppkallad efter kemisten César Milstein.
Asteroiden har en diameter på ungefär 11 kilometer och den tillhör asteroidgruppen Themis.